# Blanktjärnen (Silleruds socken, Värmland)
Blanktjärnen är en sjö i Årjängs kommun i Värmland och ingår i Göta älvs huvudavrinningsområde.